# Calvisia punctulata
Calvisia punctulata är en insektsart som beskrevs av Ludwig Redtenbacher 1908. Calvisia punctulata ingår i släktet Calvisia och familjen Diapheromeridae. Inga underarter finns listade.